# 9466 Shishir
9466 Shishir eller 1998 KR46 är en asteroid i huvudbältet som upptäcktes den 22 maj 1998 av LINEAR i Socorro County, New Mexico. Den är uppkallad efter Shishir Hitesh Dholakia.
Den tillhör asteroidgruppen Levin.